# (35396) 1997 XF11
A (35396) 1997 XF11 a Naprendszer kisbolygóövében található aszteroida. A Spacewatch program keretein belül fedezték fel 1997. december 6-án.

## Kapcsolódó szócikk
- Kisbolygók listája (35001–35500)